# Copeina osgoodi
Copeina osgoodi är en fiskart som beskrevs av Eigenmann 1922. Copeina osgoodi ingår i släktet Copeina och familjen Lebiasinidae. Inga underarter finns listade i Catalogue of Life.